# Жілінскайте Вікторія Юріївна
Вікторія Юріївна Жилинскайте (лит.: Žilinskaitė; нар. 6 березня 1989 року, Урай, Ханти-Мансійський автономний округ) — російська гандболістка збірної Росії і «Астраханочки». Олімпійська чемпіонка ігор 2016 року в Ріо-де-Жанейро. Заслужений майстер спорту (2009).

## Біографія
З 2008 року виступає за збірну Росії. Бронзовий призер чемпіонату Європи (2008), чемпіонка світу (2009).

## Нагороди
- Орден Дружби (25 серпня 2016 року) — за високі спортивні досягнення на Іграх XXXІ Олімпіади 2016 року в місті Ріо-де-Жанейро (Бразилія), проявлені волю до перемоги і цілеспрямованість[2].